# De koning drinkt (Teniers, 1635)
De koning drinkt of Boeren vieren Dertienavond is een paneel geschilderd door David Teniers de Jonge in 1635. Het hangt in de National Gallery of Art in Washington D.C. en is gesigneerd D. TENIERS F 1635. Een gelijkaardig werk van hem uit de jaren 1650 is te zien in het Prado in Madrid.

## Voorstelling
Een gezelschap viert Driekoningen in een herberg. Elk heeft een lot getrokken uit de koningsbrief en kreeg een rol toebedeeld (we zien briefjes op de grond en op een hoed). De feestkoning draagt een papieren kroon en drinkt uit een kan. Zijn hofhouding begroet deze daad met de traditionele uitroep De koning drinkt! Achter hem draait een aangeschoten man, die net in een emmer heeft geürineerd, zich om. De nar is uitgelaten en de oude vrouw met de hoofddoek kijkt bewonderend. Iemand steekt zijn hoofd naar binnen om het luidruchtige gebeuren gade te slaan. De hoofdgroep is uitgelicht tegen de bepleisterde muur. In het donker links zit een tweede gezelschap bij de haard. Boven het open vuur bakt een vrouw pannenkoeken voor de kinderen, terwijl ze praat met een pijprokende man.

## Analyse
Het werk is een genrestuk zoals Teniers er veel maakte. In navolging van Maerten van Cleve benutte hij de narratieve mogelijkheden die het driekoningenfeest bood. Ook Jan Steen en Jacob Jordaens zouden dit thema vele keren uitbeelden. Al deze schilders staken ook een boodschap in hun werk. Hier deed Teniers dat door het uiltje op de stok boven de nar. Dit dier, dat symbool stond voor de capaciteit om het ware van het onware te scheiden, wordt compleet genegeerd door de koning en zijn hof. Hij geniet met volle teugen van zijn vluchtige, op toeval berustende status.